# Sylvicola pauperatus
Sylvicola pauperatus är en tvåvingeart som först beskrevs av Edwards 1923.  Sylvicola pauperatus ingår i släktet Sylvicola och familjen fönstermyggor.
Artens utbredningsområde är Venezuela. Inga underarter finns listade i Catalogue of Life.